# Григоров Віктор Федорович
Віктор Федорович Григоров (8 червня 1939, с. Семенівка, Запорізька область — 19 грудня 2002) — український живописець, художник-монументаліст.
Заслужений діяч мистецтв України (1993).

## З життєпису

Могила Віктора та Лесі Григорових, Байкове кладовище

1961 закінчив Кримське художнє училище імені Миколи Самокиша, 1967 — КХІ (у В. Чеканюка).
Учасник виставок з 1974. Член СХ УРСР (1976).
Персональні виставки відбулися в Києві (1993, 2002), Відні (1991), Лілі (1993), Руані (1999), Сорренто (1994), Единбурзі (1997).
Роботи зберігаються в музеях і галереях України, Франції, Італії, Німеччини, Австрії, Великої Британії та інших країн.
Помер на 64-му році життя 19 грудня 2002 року. Похований разом зі своєю невісткою, художницею Лесею Григоровою, на Байковому кладовищі (ділянка № 49а).